# Nissan Micra
Nissan Micra je městský osobní automobil vyráběný koncernem Nissan od 1982. Pojmenování Micra je určené pro export. Originální jméno je Nissan March (japonsky マーチ, [Māchi])

## Historie

### K10

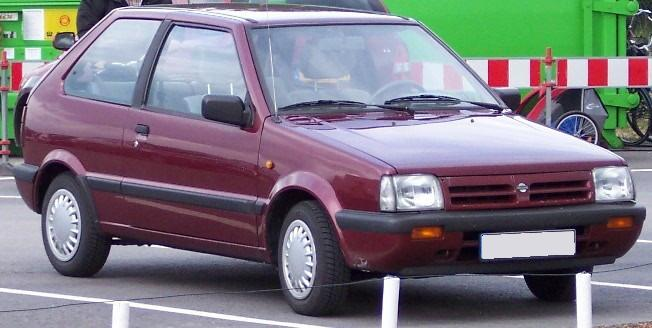
Nissan Micra K10

Premiéru měl v říjnu 1982 roku pod pracovním názvem K10. Měl se stát konkurencí populární Hondy City. Tato verze byla vyráběna v letech 1982 - 1992 jako tří- a pětidveřový hatchback. Byl vyráběných ve verzích motoru o objemu 900 cm³, 1000 cm³ a také 1200 cm³.

### K11

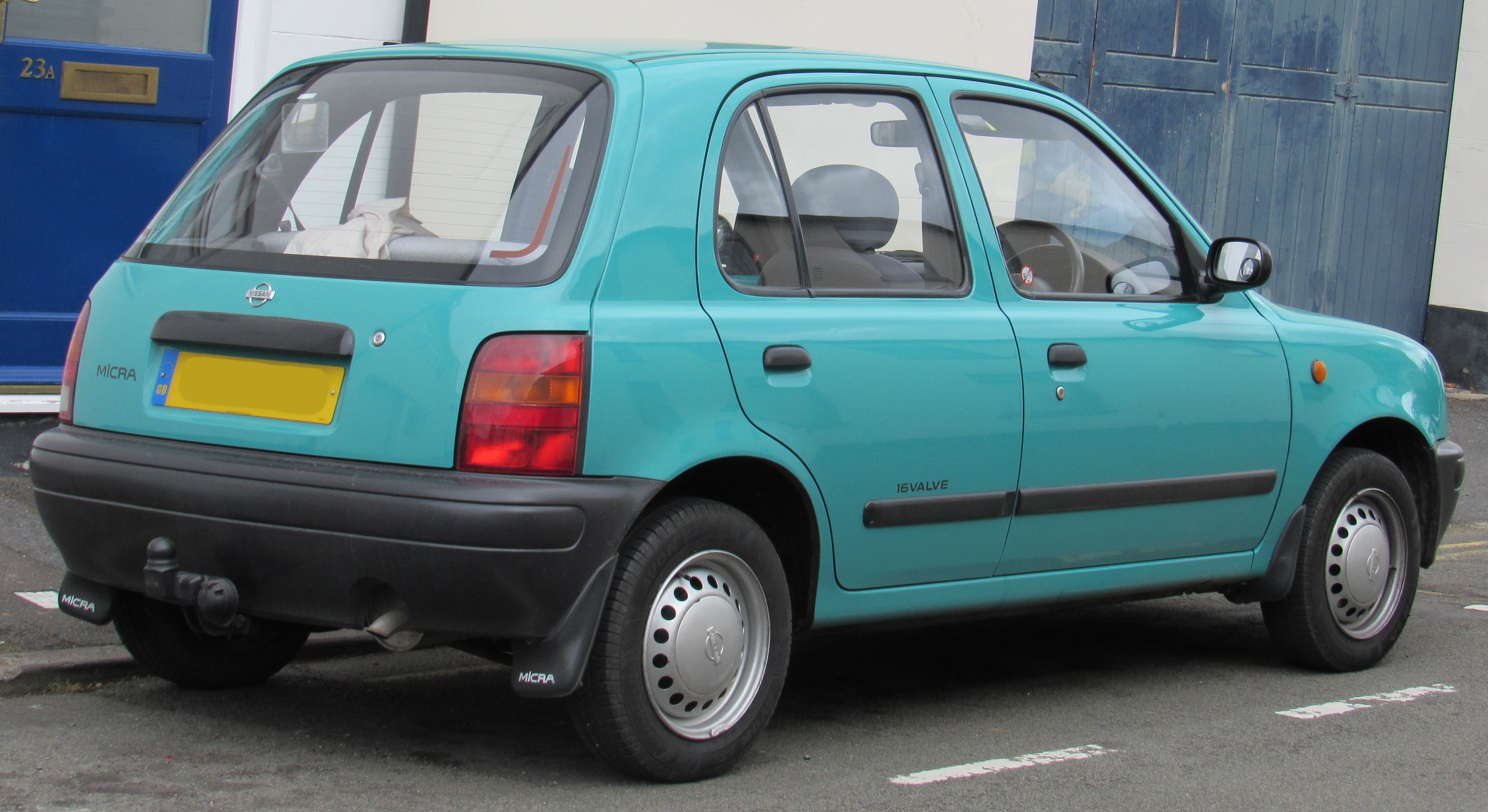
Nissan Micra K11

V této verzi přibyl model s dieselovým motorem o objemu 1500 cm³ od koncernu PSA, pro podporu prodejů v Evropě. Její designéři se inspirovali originálním vzhledem Austin Mini, neboť se vyráběla také v Británii (Nissan byla první automobilka, kterou ze zahraničí přilákala britská premiérka Margaret Thatcherová, a tím zachránila britský autoprůmysl), a šlo o získání vkusu tamních zákazníků. Tato verze byla vyráběna v letech 1992 - 2002.

### K12
Tato verze je vyráběna od roku 2002 ve verzích 1,0L 1,2L, 1,4L, 1,5L 1,5L diesel 1,6L ve verzi dvoudveřového kupé /160SR/ a jako tří- a pětidvěřový hatchback.